# اجريات (شڭران)
اجريات هي إحدى مشيخات المملكة المغربية، تتبع جغرافيا لإقليم خريبكة وإداريًا لشڭران. يقدر عدد سكانها بـ 1581 نسمة حسب الإحصاء الرسمي للسكان والسكنى لسنة 2004.